# Ōkuma
Ōkuma (大熊町, Ōkuma-machi, Cidade do Urso Grande) é uma cidade japonesa localizada no Distrito de Futaba, na prefeitura de Fukushima. 
Em 2010, a cidade tinha uma população de 11.515 habitantes, no entanto, a cidade foi totalmente evacuada em decorrência do desastre nuclear de Fukushima e continua a ser efetivamente uma cidade fantasma, embora alguns moradores tenham sido autorizados a retornarem a cidade em Maio de 2013. A área total da cidade é de 78,70 km2.

## Geografia
Okuma está localizada na região costeira do Oceano Pacífico, no centro da província de Fukushima. Okuma fica no centro da região hamadōri de Fukushima, margeada a oeste pelas Terras Altas de Abukuma.
O Monte Higakure隠, com uma altura de 601,5 metros, está dentro da cidade. O rio Kuma (熊, Kuma-gawa) também flui dentro da cidade.

## Cidades vizinhas

### Prefeitura de Fukushima
- Namie
- Futaba
- Tamura
- Kawauchi
- Tomioka

## Clima
Okuma tem um clima úmido (Köppen classificação climática Cfa). A temperatura média anual em Ōkuma é de 12,1 °C (53.8 °F). A média anual de chuvas é de 1.329 mm (52,3 in) com setembro como o mês mais úmido. As temperaturas são mais altas em média em agosto, em torno de 24,1 °C (75,4 °F), e as mínimas em janeiro, em torno de 1,5 °C (34,7 °F).

## História
A atual região da cidade de Okuma fazia parte da província de Mutsu. Embora os registros históricos não sejam claros, acredita-se que essa região foi governada pelo clã Shineha a partir de meados do século XII. Mais tarde, durante o período Sengoku, em dezembro de 1492, o clã Soma derrotou o clã Shineha, e a área foi transferida para o controle do clã Soma.
Durante o período Edo, a cidade de Kumagawa (熊a宿, Kumagawa-juku) foi estabelecida ao longo da Estrada Iwaki-Sōma, também conhecida como Estrada Costeira (浜通りHamadōri), na área onde é atualmente Okuma. A Estrada Iwaki-Sōma conectou a região a Mito no sul e Sendai no norte. A moderna rodovia Rota Nacional 6, que atravessa Okuma, segue a mesma rota que a Estrada Iwaki-Sōma.
Em 1888, o governo nacional aprovou a Lei do Governo Municipal (市制a制, Shi-sei Chōson-sei), e de acordo com o ato, em 1 de abril do ano seguinte, as aldeias de Ono (の野の, Ōno-mura) e Kumamachi (熊のの , Kumamachi-mura) foram inauguradas como partes do distrito de Shineha (標葉, Shineha-gun).
Em 1 de abril de 1896, o distrito de Shineha fundiu-se com o distrito de Naraha (楢葉, Naraha-gun) para se tornar o atual distrito de Futaba. Mais de meio século depois, em 11 de novembro de 1954, as aldeias de Ono e Kumamachi fundiram-se para formar a atual cidade de Okuma.
A partir da década de 1870, a mineração de carvão tornou-se parte integrante da economia da região de Hamadōri. Isso continuou durante os estágios iniciais do rápido período de crescimento econômico pós-Segunda Guerra Mundial do Japão, levando a prefeitura de Fukushima a ficar atrás do país como um todo no desenvolvimento industrial e econômico. No final da década de 1950, a prefeitura começou a promover a geração de eletricidade como forma de aliviar os problemas econômicos no horizonte a partir do iminente fechamento das minas de carvão.
Em 30 de setembro a 22 de outubro de 1961, os conselhos municipais de Futaba e Okuma, respectivamente, votaram por unanimidade para convidar a Companhia de Energia Elétrica de Tóquio para construir uma usina nuclear na fronteira das duas cidades. Em setembro de 1967 começou a construção da unidade uma da Usina Nuclear de Fukushima Daiichi. Em outubro de 1978, as unidades um a quatro, que estão do lado ōkuma da usina, haviam sido encomendadas. As unidades cinco e seis (do lado de Futaba) foram encomendadas em março de 1979.

## Sismo e tsunami de Tohoku
Em 11 de março de 2011, ocorreu o terremoto e o tsunami de Tōhoku, causando graves danos a cidade de Okuma, principalmente nas áreas costeiras. O tsunami atingiu e inundou a Usina Nuclear Fukushima Daiichi, localizada na costa do Pacífico entre as cidades de Okuma e Futaba, causando o desastre nuclear de Fukushima Daiichi. Na manhã seguinte, o governo japonês havia ordenado a evacuação de todos os habitantes da cidade e região, em um raio de 10 km de distancia da usina. Muitos moradores foram evacuados para a cidade vizinha de Tamura, além de outras cidades.
Tempos depois, foi criado um escritório adminstrativo temporário no Ginásio Geral da Cidade de Tamura (のの市総体育館, Tamura-shi Sōgō Taiikukan). O escritório administrativo temporário da cidade foi posteriormente transferido para Aizuwakamatsu no dia 03 de abril de 2011. Os moradores de Okuma foram destinados a 20 centros de evacuação localizados nas cidades de Tamura, Kōriyama, Miharu e Ono, e no dia 30 de Abril, por volta de 1.800 moradores haviam expressado o desejo de também se mudar para Aizuwakamatsu.
Em 10 de dezembro de 2012, algumas áreas da cidade de Okuma foram modificadas e descontaminadas, permitindo que determinados moradores destas regiões fossem selecionados para voltar ás suas casas. Nos primeiros 19 dias, 104 moradores retornaram a cidade, no entanto, outros moradores de Okuma, assim como os moradores de outras comunidades em Fukushima, estavam começando a chegar a um acordo e com uma percepção sóbria de que suas antigas casas provavelmente estão perdidas para sempre, e que deveriam recomeçar suas vidas em outro lugar.
A partir de 2015, foi idealizada a criação de uma área florestal para habitação até 2018. A área litorânea da cidade, que já foi fortemente povoada, seria transformada em uma reserva natural.
Em abril de 2019, algumas regiões de Okuma foram consideradas seguras devido aos baixos índices de radiação.

## Transporte

### Ferrovias
- JR East – Linha Jōban

### Rodovias
- Jōban Expressway - Ōkuma Interchange
- Rota Nacional 6
- Rota Nacional 288

## Ligação externa
- «Sítio oficial» (em japonês)